# Shy People
Shy People és una pel·lícula estatunidenca dirigida per Andrei Mikhalkov-Kontxalovski, estrenada el 1987.

## Argument
Diana Sullivan (Jill Clayburgh) és una reeixida escriptora i periodista de Manhattan, pel que sembla aliena a l'addicció a la cocaïna de la seva filla Grace. Per un treball per la revista Cosmopolitan, ha d'escriure un article sobre una branca perduda de la família de Diana a Louisiana, on es troben la cosina llunyana de Diana, Ruth (Barbara Hershey) i un món estrany i perillós.

## Repartiment
- Jill Clayburgh: Diana Sullivan
- Barbara Hershey: Ruth
- Martha Plimpton: Grace
- Merritt Butrick: Mike
- John Philbin: Tommy
- Don Swayze: Mark
- Pruitt Taylor Vince: Paul
- Mare Winningham: Candy
- Michael Audley: Louie

## Premis
- Premi d'interpretació femenina al Festival Internacional de Cinema de Canes per a Barbara Hershey